# Poul Brahe Pederson
Pour les articles homonymes, voir Pederson.
Poul Brahe Pederson (24 octobre 1910 à Heidelberg en Allemagne - 13 février 1978 à Copenhague au Danemark) était le responsable des publications Disney en Scandinavie chez Gutenberghus de 1955 à 1975.

## Biographie
Poul Brahe Pederson est né en 1910 à Heidelberg en Allemagne mais sa famille a déménagé au Danemark assez rapidement. Il étudie le droit à l'université de Copenhague et en sort diplômé en 1937.
À sa sortie de l'université, il trouve un emploi comme consultant juridique au sein du groupe de presse Berlingske Officin, éditant le Berlingske Tidende. Il devient alors rapidement plus un éditeur qu'un juriste. 
En 1942, il est transféré à l'équipe éditorial du matin, nommée B.T., dont il sera l'éditeur durant l'occupation allemande.
En 1954, il rejoint le groupe de presse danois Gutenberghus devenu plus tard Egmont. Il conclut alors un contrat de 17 ans pour la publication hebdomadaire d'un magazine sur Donald Duck, le résultat sera le passage de Kalle Anka & C:o à une parution bimensuelle en 1957 puis hebdomadaire en 1959.
Afin de populariser le magazine Kalle Anka, il signe des contrats avec des artistes, dessinateurs et scénaristes et américains.
Il prend sa retraite en 1975 et décède en 1978.
Il a reçu le titre de Disney Legends en 1997.